# Muurrozet

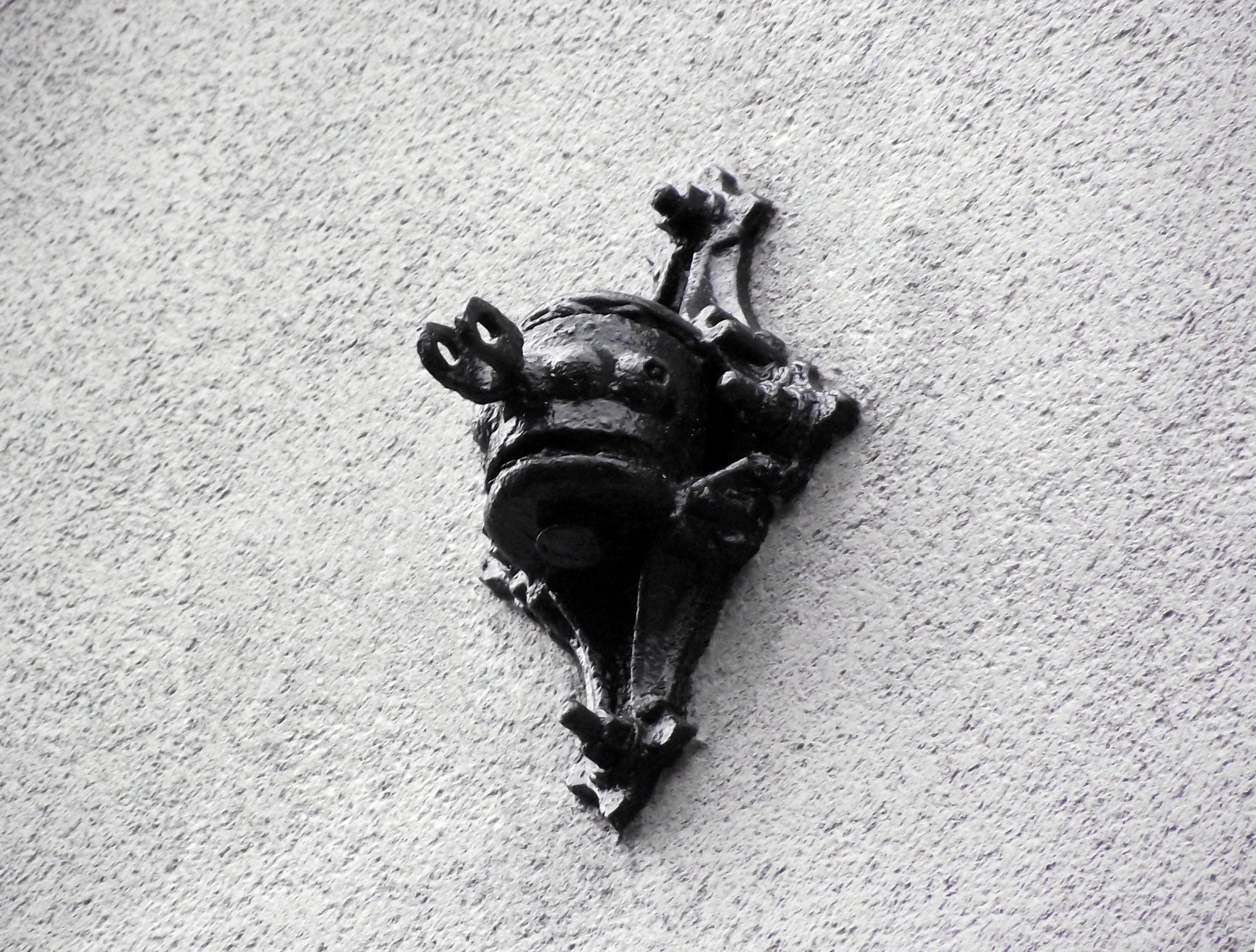
Muurrozet van de vroegere buurtspoorwegen in Brussel

Een muurrozet kan behalve een muuranker ook een hoog aan de straatgevel van een pand bevestigde versierde haak zijn. Deze wordt gebruikt om er de spandraad van bovenleiding van tram of trolleybus aan te bevestigen. Soms worden ook de spandraden voor lampen van straatverlichting aan muurrozetten opgehangen. Zo'n rozet is van oudsher vaak van gietijzer en kan fraai geornamenteerd zijn. 
Muurrozetten worden meestal gebruikt in smalle straten waar onvoldoende ruimte is voor bovenleidingsmasten. Soms gebruikt men ze ook in bredere straten als bovenleidingsmasten ontsierend geacht worden voor het straatbeeld.   

## Trivia
In sommige gevallen blijven muurrozetten hangen na opheffing van de tramlijn. Zo zijn in de Tempeliersstraat in Haarlem nog enkele muurrozetten aanwezig van de in 1957 opgeheven tramlijn Amsterdam - Zandvoort te zien. In Arnhem zijn op diverse plaatsen nog rozetten aan te treffen van de voormalige GETA-tram die daar tot 1944 reed. 